# 聚会堂
聚会堂（Assembly Hall），即莫干山会议旧址，位于浙江省德清县莫干山450号，建于1923年，原为莫干山上最大的教堂，1984年的莫干山会议（“中青年经济科学工作者学术讨论会”）在此举行。现已作为一处旅游景点开放。

## 历史
聚会堂建于1923年，是莫干山上所建的第四座教堂，业主为美国人海伊士。聚会堂当时造价19000元，款项来自各种捐助以及音乐会收入。建成后，聚会堂成为莫干山上最有气势、规模最为宏大的建筑物。
1984年，莫干山会议（“中青年经济科学工作者学术讨论会”）在原聚会堂举行，推动了中国经济体制改革的进程。
由于聚会堂年久失修，损毁严重，1990年代又发生了一次火灾，钟楼坍塌。2017年，莫干山管理局对聚会堂进行修复。2018年，修复后的聚会堂对外开放，堂内展出莫干山会议的相关内容，作为向改革开放40年的献礼。